# Maksim Burow
Maksim Aleksiejewicz Burow (ros. Максим Алексеевич Буров; ur. 5 czerwca 1998 w Jarosławiu) – rosyjski narciarz dowolny, specjalizujący się w skokach akrobatycznych, trzykrotny mistrz świata, trzykrotny medalista mistrzostw świata juniorów.

## Kariera
Pierwszy raz na arenie międzynarodowej pojawił się 17 grudnia 2012 roku w Ruka, gdzie w zawodach Pucharu Europy zajął 16. miejsce w skokach akrobatycznych. W 2014 roku wystartował na mistrzostwach świata juniorów w Valmalenco, zdobywając złoty medal w tej samej konkurencji. Na imprezach tego cyklu zdobył też złoty medal podczas mistrzostw świata juniorów w Mińsku w 2016 roku i srebrny na mistrzostwach świata juniorów w Valmalenco rok wcześniej.
W zawodach Pucharu Świata zadebiutował 21 lutego 2015 roku w Moskwie, zajmując dwunaste miejsce w skokach. Tym samym już w swoim debiucie zdobył pierwsze pucharowe punkty. Na podium zawodów pucharowych po raz pierwszy stanął 14 stycznia 2017 roku w Lake Placid, zajmując trzecie miejsce. Wyprzedzili go tam jedynie Białorusin Anton Kusznir i Mac Bohonnon z USA. W sezonie 2017/2018 zajął czwarte miejsce w klasyfikacji generalnej, a klasyfikacji skoków wywalczył Małą Kryształową Kulę. Klasyfikację skoków wygrywał też w sezonach 2020/2021 i 2021/2022, a w sezonie 2019/2020 był trzeci.
W 2017 roku zajął jedenaste miejsce na mistrzostwach świata w Sierra Nevada. W 2018 roku wystąpił na igrzyskach olimpijskich w Pjongczangu, zajmując 15. lokatę. W 2019 roku, na mistrzostwach świata w Deer Valley wywalczył złoty medal w rywalizacji indywidualnej oraz brązowy medal w konkursie drużynowym. W marcu 2021 roku podczas mistrzostw świata w Ałmaty zdobył kolejne dwa złote medale zarówno w rywalizacji indywidualnej jak i drużynowej.

## Osiągnięcia

### Igrzyska olimpijskie
| Miejsce | Dzień     | Rok  | Miejscowość | Konkurencja        | Zwycięzca           |
| ------- | --------- | ---- | ----------- | ------------------ | ------------------- |
| 15.     | 18 lutego | 2018 | Pjongczang  | Skoki akrobatyczne | Ołeksandr Abramenko |
| 16.     | 16 lutego | 2022 | Pekin       | Skoki akrobatyczne | Qi Guangpu          |

### Mistrzostwa świata
| Miejsce | Dzień    | Rok  | Miejscowość   | Konkurencja                  | Zwycięzca       |
| ------- | -------- | ---- | ------------- | ---------------------------- | --------------- |
| 11.     | 10 marca | 2017 | Sierra Nevada | Skoki akrobatyczne           | Jonathon Lillis |
| 1.      | 6 lutego | 2019 | Deer Valley   | Skoki akrobatyczne           | –               |
| 3.      | 7 lutego | 2019 | Deer Valley   | Skoki akrobatyczne drużynowo | Szwajcaria      |
| 1.      | 10 marca | 2021 | Ałmaty        | Skoki akrobatyczne           | –               |
| 1.      | 11 marca | 2021 | Ałmaty        | Skoki akrobatyczne drużynowo | –               |

### Puchar Świata

#### Miejsca w klasyfikacji generalnej
- sezon 2014/2015: 160.
- sezon 2015/2016: 130.
- sezon 2016/2017: 25.
- sezon 2017/2018: 4.
- sezon 2018/2019: 12.
- sezon 2019/2020: 14.

Od sezonu 2020/2021 klasyfikacja skoków akrobatycznych jest jednocześnie klasyfikacją generalną.
- sezon 2020/2021: 1.
- sezon 2021/2022: 1.

#### Miejsca na podium w zawodach
1. Lake Placid–14 stycznia 2017 (skoki) – 3. miejsce
2. Moskwa – 4 marca 2017 (skoki) – 3. miejsce
3. Deer Valley – 12 stycznia 2018 (skoki) – 1. miejsce
4. Lake Placid – 20 stycznia 2018 (skoki) – 1. miejsce
5. Lake Placid – 19 stycznia 2019 (skoki) – 1. miejsce
6. Mińsk – 23 lutego 2019 (skoki) – 1. miejsce
7. Shimao – 22 grudnia 2019 (skoki) – 2. miejsce
8. Deer Valley – 7 lutego 2020 (skoki) – 1. miejsce
9. Ruka – 4 grudnia 2020 (skoki) – 1. miejsce
10. Jarosław – 16 stycznia 2021 (skoki) – 1. miejsce
11. Jarosław – 17 stycznia 2021 (skoki) – 1. miejsce
12. Moskwa – 23 stycznia 2021 (skoki) – 1. miejsce
13. Raubiczy – 30 stycznia 2021 (skoki) – 1. miejsce
14. Ruka – 2 grudnia 2021 (skoki) – 1. miejsce
15. Ruka – 3 grudnia 2021 (skoki) – 1. miejsce
16. Ruka – 10 grudnia 2021 (skoki) – 1. miejsce
17. Ruka – 11 grudnia 2021 (skoki) – 1. miejsce